# Volborg
Volborg est un secteur non constitué en municipalité américain situé dans le comté de Custer au Montana.